# La tua bocca brucia
La tua bocca brucia (Don't Bother to Knock) è un film del 1952 diretto da Roy Ward Baker.
È l'esordio di Anne Bancroft.

## Trama
Un pilota di linea, Jed, viene abbandonato dalla fidanzata, la cantante Lyn, la quale lo accusa di essere poco sensibile e cinico. Il giovane rimane scosso per l'accaduto e decide di abbandonare la città. Dalla stanza di albergo nella quale alloggia intravede nell'appartamento di fronte un'avvenente baby sitter che desta la sua curiosità. Decide di telefonarle e di andarle a fare visita nella sua camera. Una volta conosciuta, Jed scopre che Nell è la baby-sitter della piccola Bunny, anche lei ospite dell'hotel insieme ai suoi genitori. Nell è molto attratta da Jed, che le ricorda il fidanzato morto in un incidente. Ben presto, però, Nell inizia ad avere dei comportamenti bizzarri e Jed viene a conoscere la verità sul conto di lei: la ragazza, nipote di un impiegato dell'albergo, Eddie, è stata da poco dimessa da un ospedale psichiatrico e suo zio le ha trovato quell'impiego temporaneo. Un tempestivo intervento di Jed eviterà una tragedia, e il dramma umano di cui è testimone farà svanire la sua apparente insensibilità.

## Produzione
Il film si basa su un romanzo di Charlotte Armstrong e per la sceneggiatura si avvalsero di Daniel Taradash. Nel romanzo il cognome del personaggio della Monroe era 'Munro' ma venne modificato appena l'attrice entrò nel cast. Nel 1949 era stato indicato il nome di Dorothy McGuire per il ruolo della protagonista femminile e, in quanto alla regia, si era ventilato di affidarla a Jules Dassin.
Prodotto dalla Twentieth Century Fox Film Corporation e le riprese vennero effettuate nei loro studios (al 10201 di Pico Boulevard, a Century City, Los Angeles).
Fu il primo film americano diretto dal britannico Roy Ward Baker, accreditato come Roy Baker; fu anche la pellicola di debutto di Anne Bancroft, all'epoca ventunenne.

## Distribuzione

### Data di uscita
Il film venne distribuito in varie nazioni, fra cui:
- Stati Uniti d'America, Don't Bother to Knock 18 luglio 1952
- Svezia, Drama på hotell 22 agosto 1952
- Inghilterra 8 dicembre 1952
- Finlandia, Draama hotellissa 19 dicembre 1952
- Australia 26 febbraio 1953
- Germania Ovest, Versuchung auf 809 6 marzo 1953
- Austria, Versuchung auf 809 aprile 1953
- Danimarca, Brændende læber 18 gennaio 1954

### Critica
La pellicola viene girata quasi in un unico ambiente. Il film vorrebbe apparire serio senza riuscirvi, anche se la tensione viene mantenuta per tutto il tempo. La Monroe interpreta una parte che le ricorda la sua vita, con un'infanzia difficile, anche per questo ne venne elogiata la recitazione.

### Edizione italiana
Il film, ottenuto il visto di censura n°13286 del 27 gennaio 1953, venne distribuito nelle sale cinematografiche italiane il 5 febbraio di quello stesso anno.

#### Doppiaggio
Nella versione italiana Anne Bancroft è doppiata da Tina Lattanzi, nonostante quest'ultima avesse 34 anni in più dell'attrice americana.